# 플랫군 (와이오밍주)

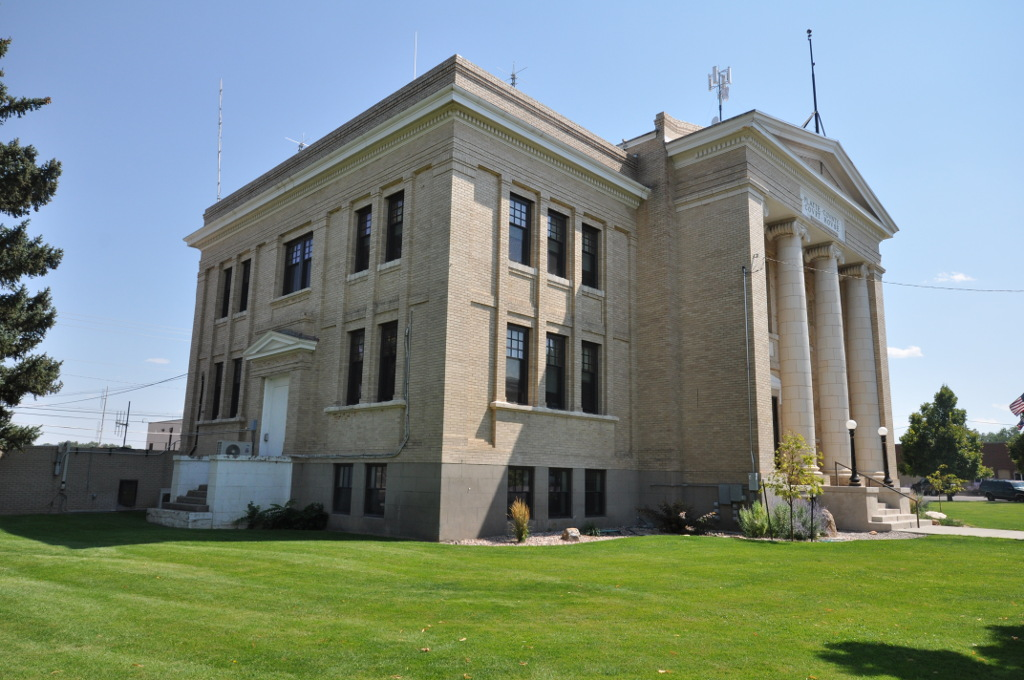

플랫군 또는 플랫 카운티(Platte County)는 미국 와이오밍주에 위치한 군이다. 2010년 기준으로 이 지역의 인구 수는 총 8,667명이다. 2019년 추산으로 이 지역의 총 인구 수는 8,393명이다.

## 인구
| 인구조사                                | 인구   | Note  | %±     |
| --------------------------------------- | ------ | ----- | ------ |
| 1920년                                  | 7,421  |       | —      |
| 1930년                                  | 9,695  |       | 30.6%  |
| 1940년                                  | 8,013  |       | −17.3% |
| 1950년                                  | 7,925  |       | −1.1%  |
| 1960년                                  | 7,195  |       | −9.2%  |
| 1970년                                  | 6,486  |       | −9.9%  |
| 1980년                                  | 11,975 |       | 84.6%  |
| 1990년                                  | 8,145  |       | −32.0% |
| 2000년                                  | 8,807  |       | 8.1%   |
| 2010년                                  | 8,667  |       | −1.6%  |
| 2019 (추산)                             | 8,393  | [ 1 ] | −3.2%  |
| US Decennial Census 1870–2000 2010–2016 |        |       |        |

## 같이 보기
- 와이오밍주